# Katrin Bederna
Katrin Bederna (* 1968) ist eine deutsche römisch-katholische Theologin.

## Leben
Von 1988 bis 1994 studierte sie katholische Theologie, Mathematik und Philosophie an der Universität Münster, der Pontificia Università Gregoriana und der TU Braunschweig. 
Sie erwarb die Abschlüsse 1994 erste Staatsprüfung für die Lehrämter für die Sek I und II (Katholische Theologie und Mathematik) in Münster, 1994 Promotion zur Lizentiatin der Theologie durch die Katholisch-Theologische Fakultät der Westfälischen Wilhelms-Universität Münster, 1996 Erweiterungsprüfung für das Lehramt an Gymnasien im Fach Philosophie (Braunschweig), zweite Staatsprüfung 1997 für das Lehramt an Gymnasien im Lande Niedersachsen und Promotion 2004 zur Doktorin der Theologie durch die Katholisch-Theologische Fakultät der Westfälischen Wilhelms-Universität Münster (Klaus Müller). Von 1995 bis 1997 war sie Studienreferendarin am Studienseminar Braunschweig II für das Lehramt an Gymnasien. Von 1997 bis 2004 war sie Studienrätin bzw. Oberstudienrätin am Gustav-Heinemann-Gymnasium in Dinslaken für Katholische Religionslehre, Mathematik und Philosophie, Ausbildungskoordinatorin für die Referendarausbildung. Von 2004 bis 2015 lehrte sie als Juniorprofessorin bzw. Vertretungsprofessorin für katholische Theologie / Religionspädagogik an der Pädagogischen Hochschule Ludwigsburg. Seit Oktober 2015 lehrt sie als Professorin für katholische Theologie / Religionspädagogik an der PH Ludwigsburg. Seit November 2016 ist sie Studiendekanin der Fakultät für Erziehungs- und Gesellschaftswissenschaften an der Pädagogischen Hochschule Ludwigsburg.
Ihre Forschungsschwerpunkte sind religiöse Bildung für nachhaltige Entwicklung, Anthropologie und mystische Theologie.

## Werke (Auswahl)
- Ich bin du, wenn ich ich bin. Subjektphilosophie im Gespräch mit Angela da Foligno und Caterina Fieschi da Genova (= Ratio fidei. Band 22). Pustet, Regensburg 2004, ISBN 3-7917-1927-0 (zugleich Dissertation, Münster 2004).
- mit Hildegard König (Hrsg.): Wohnt Gott in der Kita? Religionssensible Erziehung in Kindertageseinrichtungen. Cornelsen Scriptor, Berlin 2009, ISBN 978-3-589-24670-0.
- mit Dietlind Mus: Gottesdienste für den Elementarbereich. Mit der Kirchenmaus fragen, staunen, feiern (= Herder-Gemeindepraxis). Herder, Freiburg im Breisgau 2013, ISBN 3-451-31089-9.